# Aenigmatit
Aenigmatit (hay còn gọi là Cossyrit theo tên cổ của Pantelleria) là một khoáng vật natri, sắt titan silicat mạch đơn. Khoáng vật này có công thức hóa học là Na2Fe2+5TiSi6O20 và cấu trúc của nó bao gồm các dãi tứ diện đơn. Nó tạo thành các tinh thể tấm tam tà màu đen. Aenigmatit tạo thành một dải dung dịch rắn với wilkinsonit, Na2Fe2+4Fe3+2Si6O20.
Aenigmatit được tìm thấy dạng nguyên sinh trong các đá núi lửa peralkaline, pegmatit, và granit cũng như trong các đá xâm nhập nghèo silica. Nó được August Breithaupt miêu tả đầu tiên vào năm 1865 khi phát hiện nó trong phức hệ Ilimaussaq miền nam Greenland. Tên gọi của nó từ tiếng Hy Lạp αίνιγμα có nghĩa là bí ẩn.